# Томсон, Джозеф
Джозеф Томсон (англ. Joseph Thomson) — шотландский геолог и исследователь. В честь него названа газель Томсона.

## Биография
Томсон учился в Эдинбурге, в 1878 году отправился в качестве геолога в экспедицию в Восточную Африку. 
По поручению султана в 1882 году он попытался найти залежи угля у Рувумы, но поиски потерпели неудачу. Снабжённый Географическим обществом в Лондоне, он отправился 10 марта 1883 года из Момбасы к горе Кения, откуда он отправился к озеру Баринго.
В 1883-1884 годах Томсон объехал страну масаи. Свои впечатления о поездке он опубликовывал в 1885 году в книге «Through Masai Land».

## Труды
- To the Central African Lakes and Back (2 Bände, 1881)
- Durch Massai-Land. Forschungsreise in Ostafrika zu den Schneebergen und wilden Stämmen zwischen dem Kilima-Ndjaro und Victoria Njansa in den Jahren 1883 und 1884, Brockhaus, Leipzig 1885 (dt. Ausg. d. nachfolgenden Werks)
- Through Masai land. A journey of exploration among the snowclad volcanic mountains and strange tribes of Eastern Equatorial Africa, Cass, London 1968 (Repr. d. Ausg. London 1885)
- Ulu (2 Bände, 1888) mit E. Harris Smith
- Travels in the Atlas and Southern Morocco (1889)
- Mungo Park and the Niger (1890)